# HAM-1.5
A 1,25 m-es amatőrsáv az ultrarövidhullámú rádiófrekvenciás tartományban lévő, rádióamatőrök számára kijelölt sáv. Ez az amatőrsáv csak a 2. ITU régióban került kiosztásra, így Magyarországon nem használható amatőrforgalomra. (Az 1. ITU régióban egyedül Szomáliában engedélyezett.)
A kijelölt frekvenciatartomány: 220–225 MHz.

## Terjedési sajátosságai[1]
Az 1,25 m-es amatőrsáv az ultrarövid hullámú rádiófrekvenciás tartományban van, ezért leginkább az ultrarövid hullámokra jellemző terjedési tulajdonságai vannak. Az 1,25 m-es hullámhossz kellően rövid ahhoz, hogy megfelelő magasságban (λ/2) elhelyezett antennával ki tudjuk használni a direkt terjedést.
- direkt terjedés
- troposzférikus szóródás

## Az 1.25 m-es amatőrsávra vonatkozó nemzetközisávterv[2]
| ITU 1                                                                 | ITU 2                                                    | ITU 3                                                                       |
| --------------------------------------------------------------------- | -------------------------------------------------------- | --------------------------------------------------------------------------- |
| 174–223 MHz 1. MŰSORSZÓRÁS 5.235 5.237 5.243                          | 220–225 MHz AMATŐR ÁLLANDÓHELYŰ MOZGÓ Rádiólokáció 5.241 | 174–223 MHz ÁLLANDÓHELYŰ MOZGÓ MŰSORSZÓRÁS                                  |
| 223–230 MHz 1. MŰSORSZÓRÁS 2. Állandóhelyű 3. Mozgó 5.243 5.246 5.247 | 220–225 MHz AMATŐR ÁLLANDÓHELYŰ MOZGÓ Rádiólokáció 5.241 | 223–230 MHz ÁLLANDÓHELYŰ MOZGÓ MŰSORSZÓRÁS LÉGI RÁDIÓNAVIGÁCIÓ Rádiólokáció |

## Gyakorlati felhasználása
Ez az amatőrsáv az ITU 1. régióban nem használható amatőr forgalmazásra, így Magyarország területén sem.